# Eduard von Winterstein
Eduard von Winterstein, nato Eduard Clemens Freiherr von Wangenheim (Vienna, 1º agosto 1871 – Berlino, 22 luglio 1961), è stato un attore tedesco.

## Filmografia
- Die Hexe von Norderoog, regia di Hubert Moest (1919)
- Nerven, regia di Robert Reinert (1919)
- Präsident Barrada, regia di Erik Lund (1920)
- Figaros Hochzeit, regia di Max Mack (1920)
- Bigamie, regia di Rudolf Walther-Fein (1922)
- Wilhelm Tell, regia di Rudolf Dworsky, Rudolf Walther-Fein (1923)
- Der Abenteurer, regia di Rudolf Walther-Fein (1926)
- Die Mühle von Sanssouci, regia di Siegfried Philippi e Frederic Zelnik (1926)
- Der Meineidbauer, regia di Jacob Fleck, Luise Fleck (1926)
- Die Gesunkenen, regia di Rudolf Walther-Fein e Rudolf Dworsky (1926)
- Das rosa Pantöffelchen, regia di Franz Hofer (1927)
- An der Weser (hier hab' ich so manches liebe Mal...), regia di Siegfried Philippi (1927)
- Der Andere, regia di Robert Wiene (1930)
- Zwischen Nacht und Morgen, regia di Gerhard Lamprecht (1931)
- Der weiße Dämon, regia di Kurt Gerron (1932)
- L'uomo senza nome (Mensch ohne Namen), regia di Gustav Ucicky (1932)
- Il corridore di maratona (Der Läufer von Marathon), regia di E. A. Dupont (1933)
- Der Judas von Tirol, regia di Franz Osten (1933)
- Der Schimmelreiter, regia di Hans Deppe e Curt Oertel (1934)
- Le spie di Napoleone (Der höhere Befehl), regia di Gerhard Lamprecht (1935)
- Krach im Hinterhaus, regia di Veit Harlan (1935)
- Familie Schimek, regia di E.W. Emo (1935)
- Hundert Tage, regia di Franz Wenzler (1935)
- Waldwinter, regia di Fritz Peter Buch (1936)
- Der Mann, der nicht nein sagen kann, regia di Mario Camerini (1938)
- Cuori in burrasca (Menschen vom Varieté), regia di Josef von Báky (1939)
- Annelie, regia di Josef von Báky (1941)
- Kopf hoch, Johannes!, regia di Viktor de Kowa (1941)
- Ohm Kruger l'eroe dei Boeri (Ohm Krüger), regia di Hans Steinhoff e, non accreditato, Karl Anton (1941)
- Der Untertan, regia di Wolfgang Staudte (1951)